# Allée couverte auf der Île Coalen

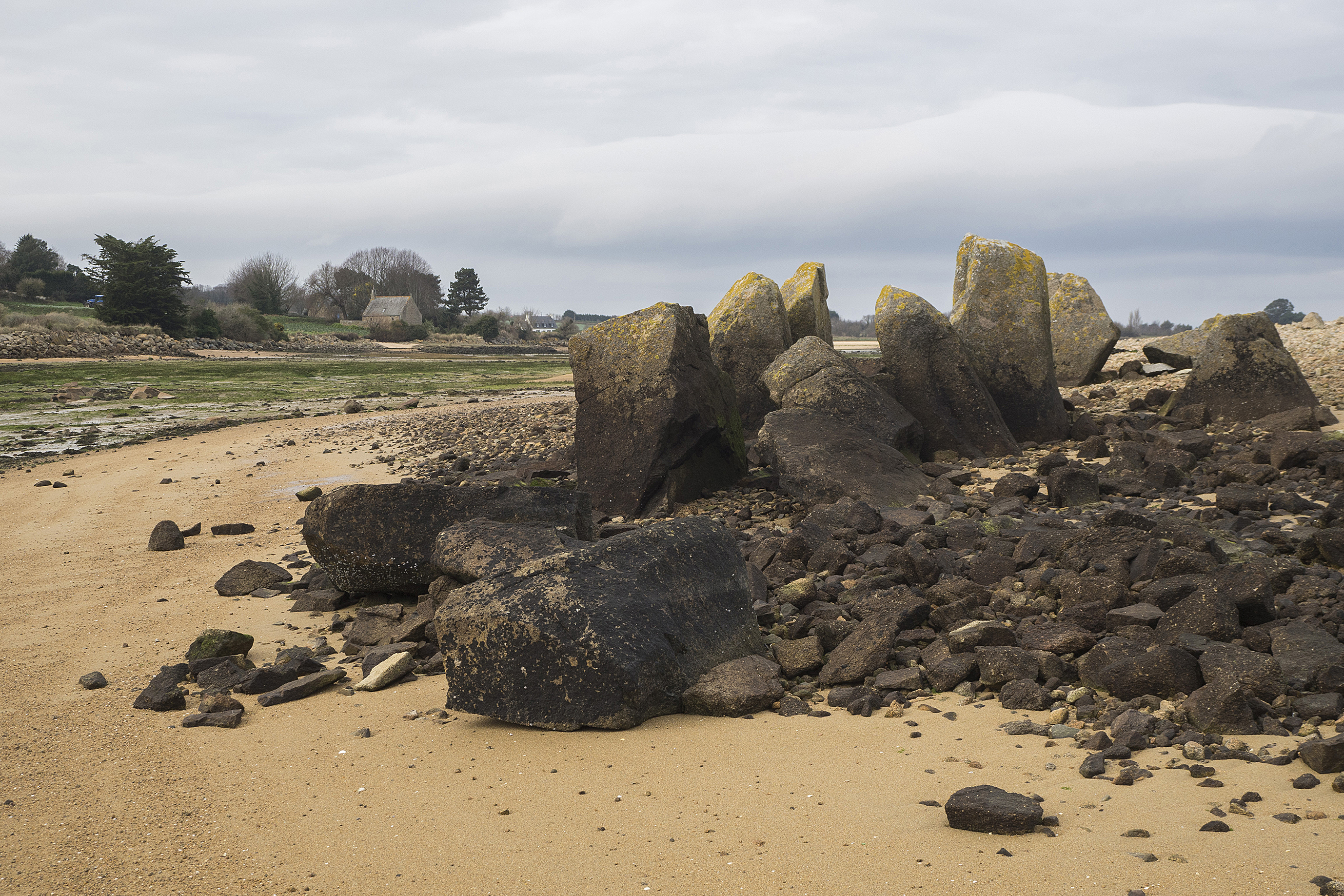
Allée couverte auf der Île Coalen

Schema eines Galeriegrabs

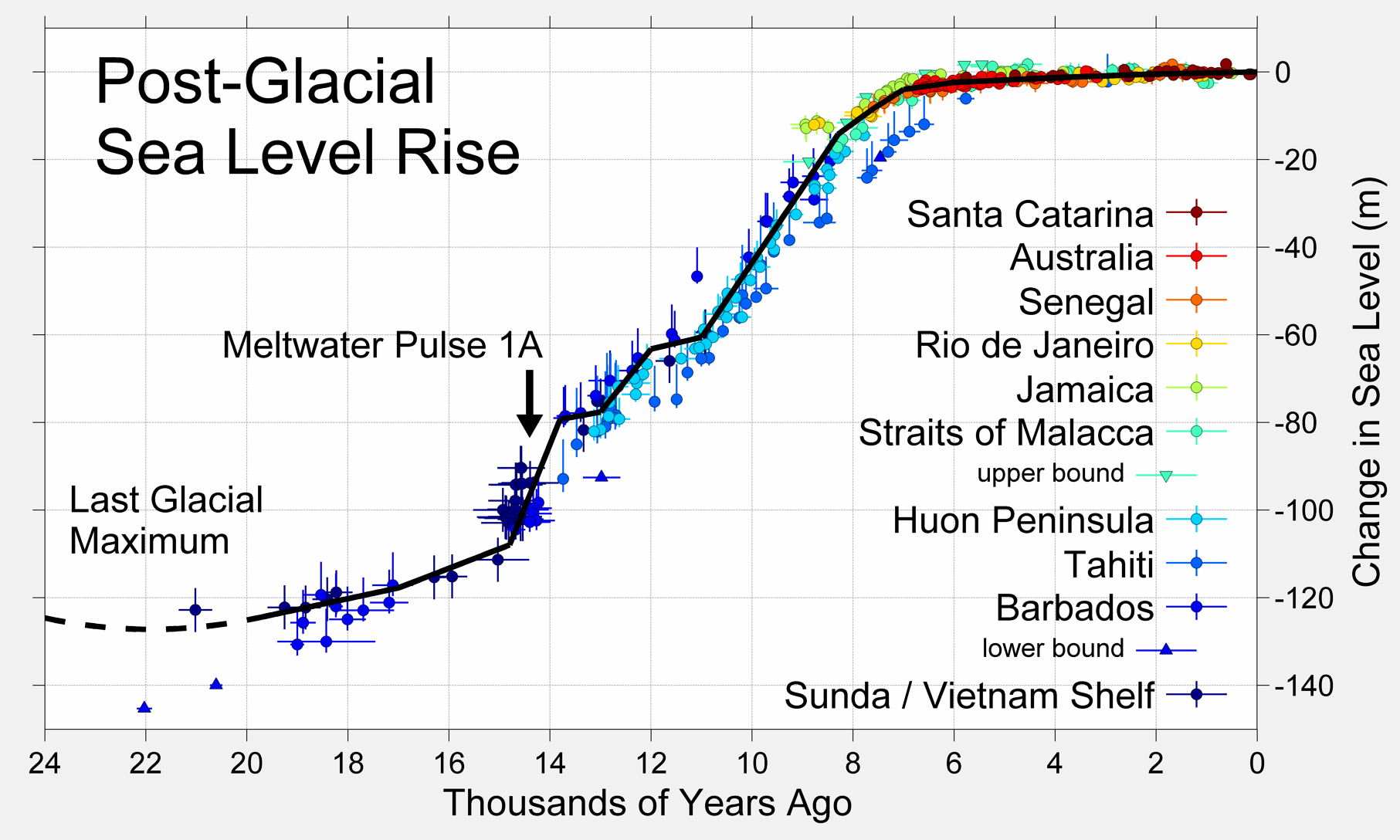
Anstieg des Meeresspiegels in den letzten 24.000 Jahren. Seit dem Bau der Anlage etwa 4000 v. Chr. stieg er nurmehr um etwa fünf Meter

Die Allée couverte auf der Île Coalen (auch Allée couverte de Coalen/Koalen genannt) liegt auf der zu Lanmodez gehörenden, bei Ebbe zu Fuß erreichbaren, etwa 150 m von der Küste entfernten Gezeiteninsel Île Coalen bei Tréguier im Département Côtes-d’Armor in der Bretagne in Frankreich. 
Die Reste des Galeriegrabes von nicht mehr bestimmbarer Länge kann man bei Ebbe am südwestlichen Strand der Île Coalen finden. Im Nordwesten liegen die einige Meter langen Reste einer separaten Zelle. Mehrere Tragsteine aus Granit sowie zwei der Querplatten sind noch in situ, aber der Rest ist ein wirres Durcheinander. Die Reste eines seitlichen Zugangs oder zerbrochene Decksteine liegen in der Nähe. 

## Meeresspiegelanstieg
Einige Allées couvertes werden heute bei Flut überspülte Dolmen (französisch Dolmen submergé). Sie sind Beleg für das Ansteigen des Meeresspiegels seit der Jungsteinzeit, in der die Anlagen nicht derart meernah errichtet wurden. Andere Beispiele sind der Cairn de Îlot-de-Roc’h-Avel, die Allée couverte von Kernic, der Menhir von Léhan und die Allée couverte im Estuaire de la Quillimadec. Der Menhir von Penglaouic bei Loctudy (Finistère) an der Mündung des Flusses von Pont-l’Abbe ragt vier Meter aus dem Schlick. Der im Neolithikum auf festem Boden errichtete Menhir liegt etwa 0,75 m unter dem heutigen mittleren Meeresspiegel, die Basis liegt noch etwa 0,50 m tiefer.